# Ramygala
Ramygala ist mit 1440 Einwohnern (2017) einzige Stadt in der Rajongemeinde Panevėžys in Nordlitauen, an der Landstraße A8, 24 km südlich von Panevėžys. Es ist das Zentrum des Amtsbezirks Ramygala und des Unteramtsbezirks Ramygala.

## Geschichte
Der Ort wurde urkundlich im 13. Jahrhundert erstmals erwähnt (als Remigale). 1956 wurde das Stadtrecht erteilt. In der Sowjetzeit war Ramygala eine Zentralkolchossiedlung. Das Wappen wurde 2003 vom litauischen Präsidenten bestätigt. 2010 wurde Ramygala zur Kulturhauptstadt Litauens.

## Bauwerke und Einrichtungen
Die katholische Kirche der Stadt wurde von 1902 bis 1914 von Karl Eduard Strandmann im neugotischen Stil erbaut. Daneben befindet sich ein Denkmal der Freiwilligen, die 1919 im Kampf mit den Bolschewiken starben. Es gibt ein Gymnasium (mit Geschichtsmuseum), eine Bibliothek (seit 1937), ein Krankenhaus, ein Postamt (ab 1895), eine Apotheke (seit 1888), ein Sozialpflegehaus (seit 2006), ein Kulturzentrum, eine Galerie „Voras“ und eine Motormühle. Die Altstadt Ramygala ist ein urbanistisches Denkmal.

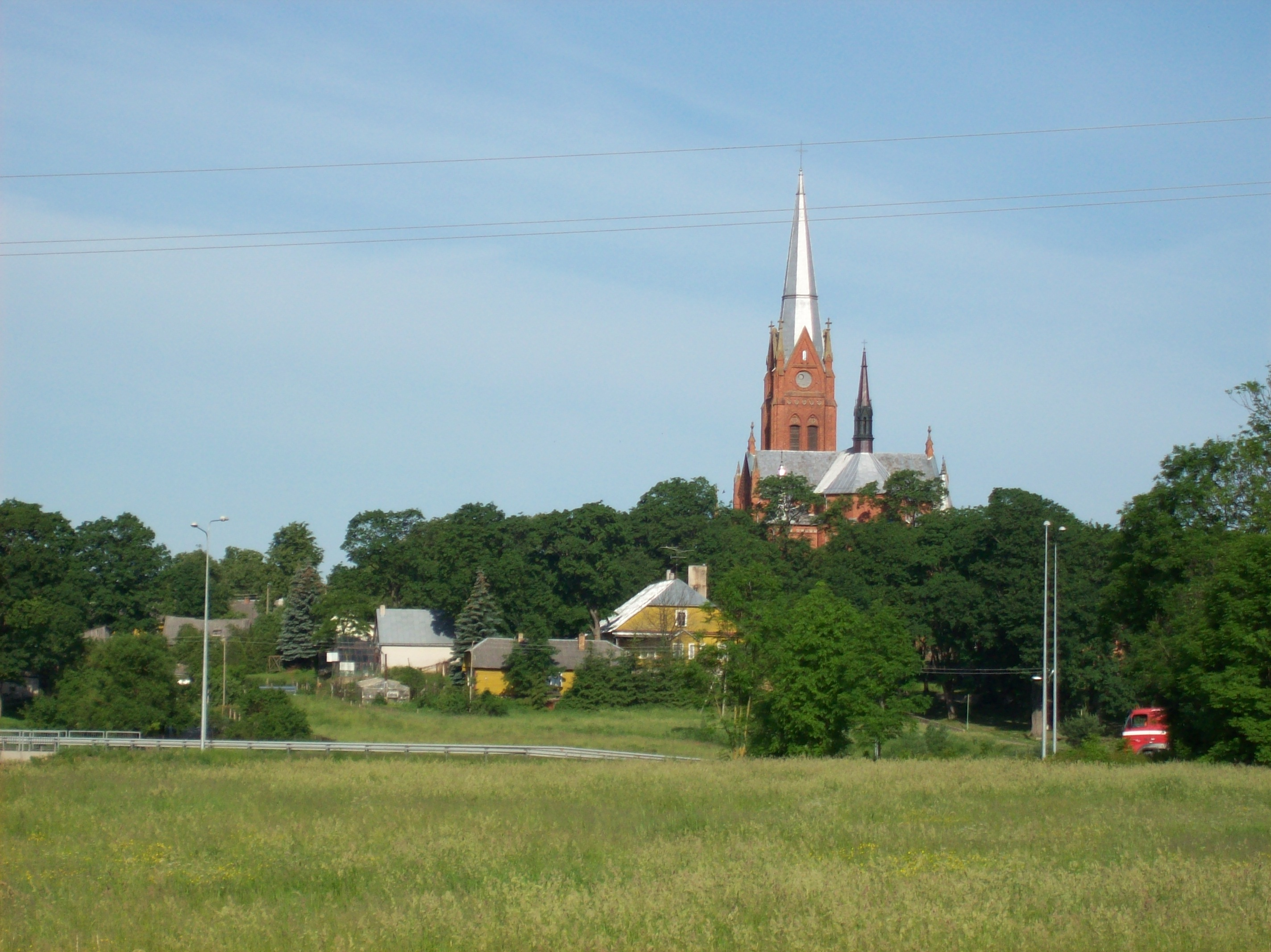
Ramygala
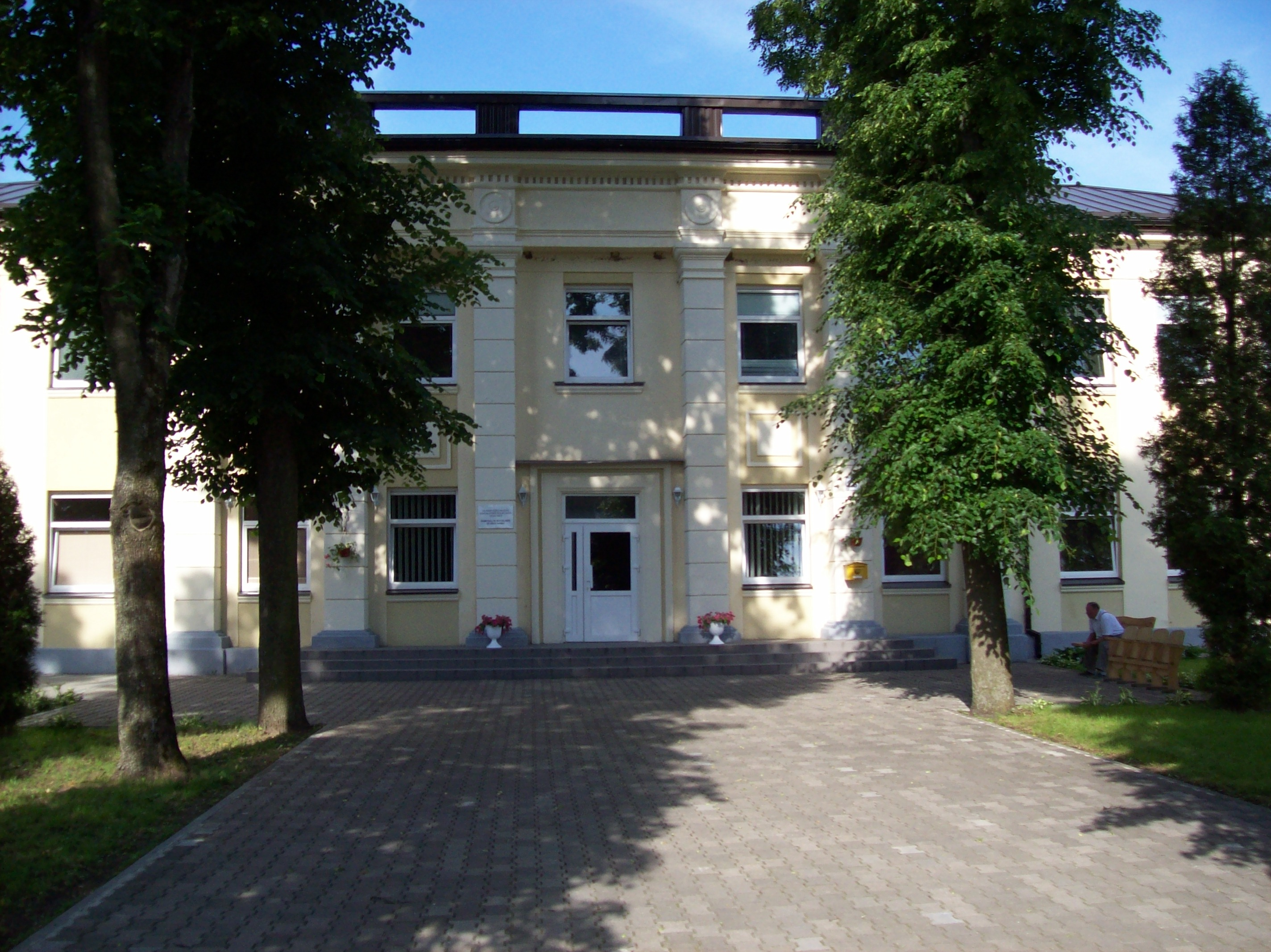
Krankenhaus
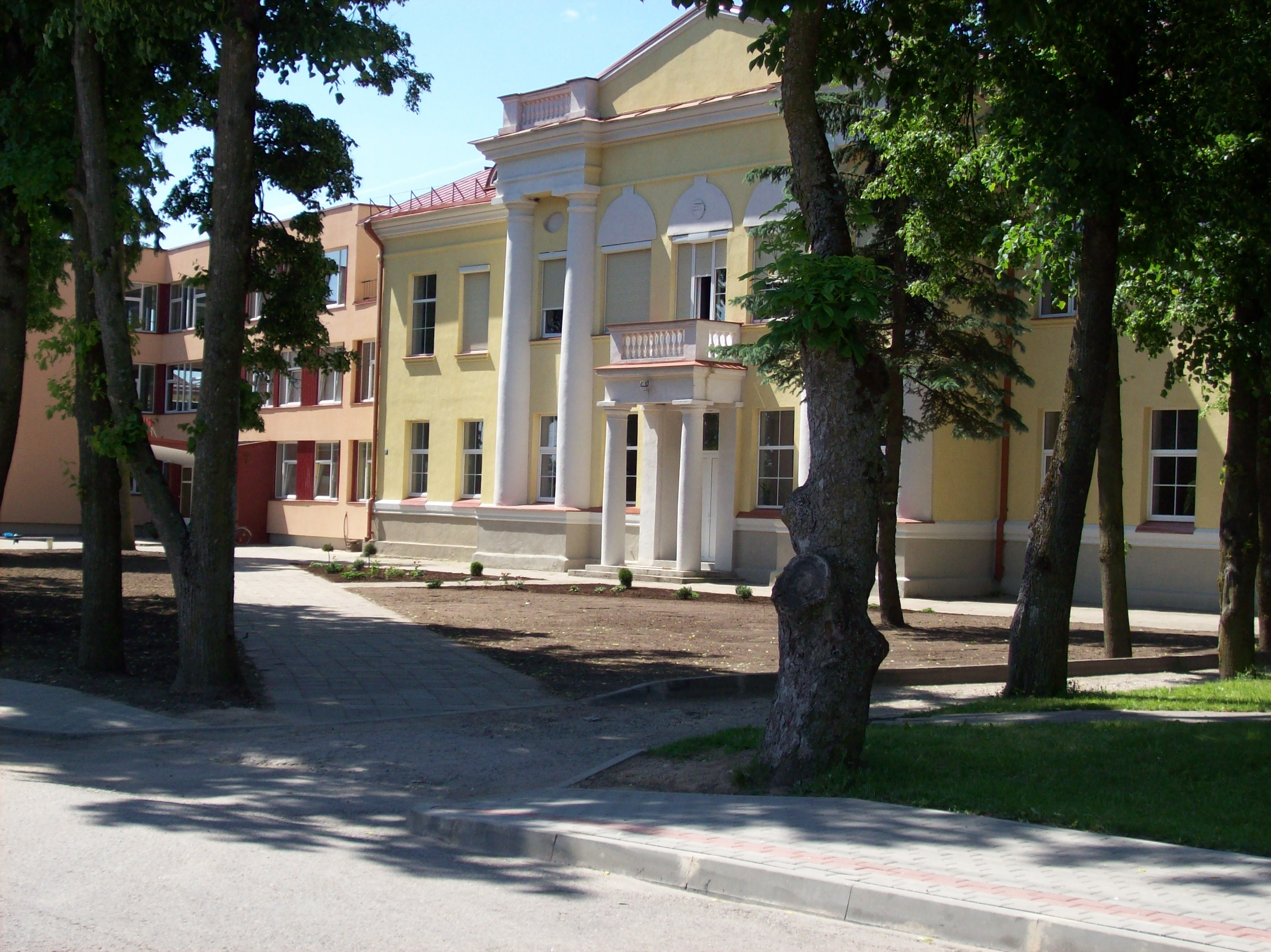
Gymnasium
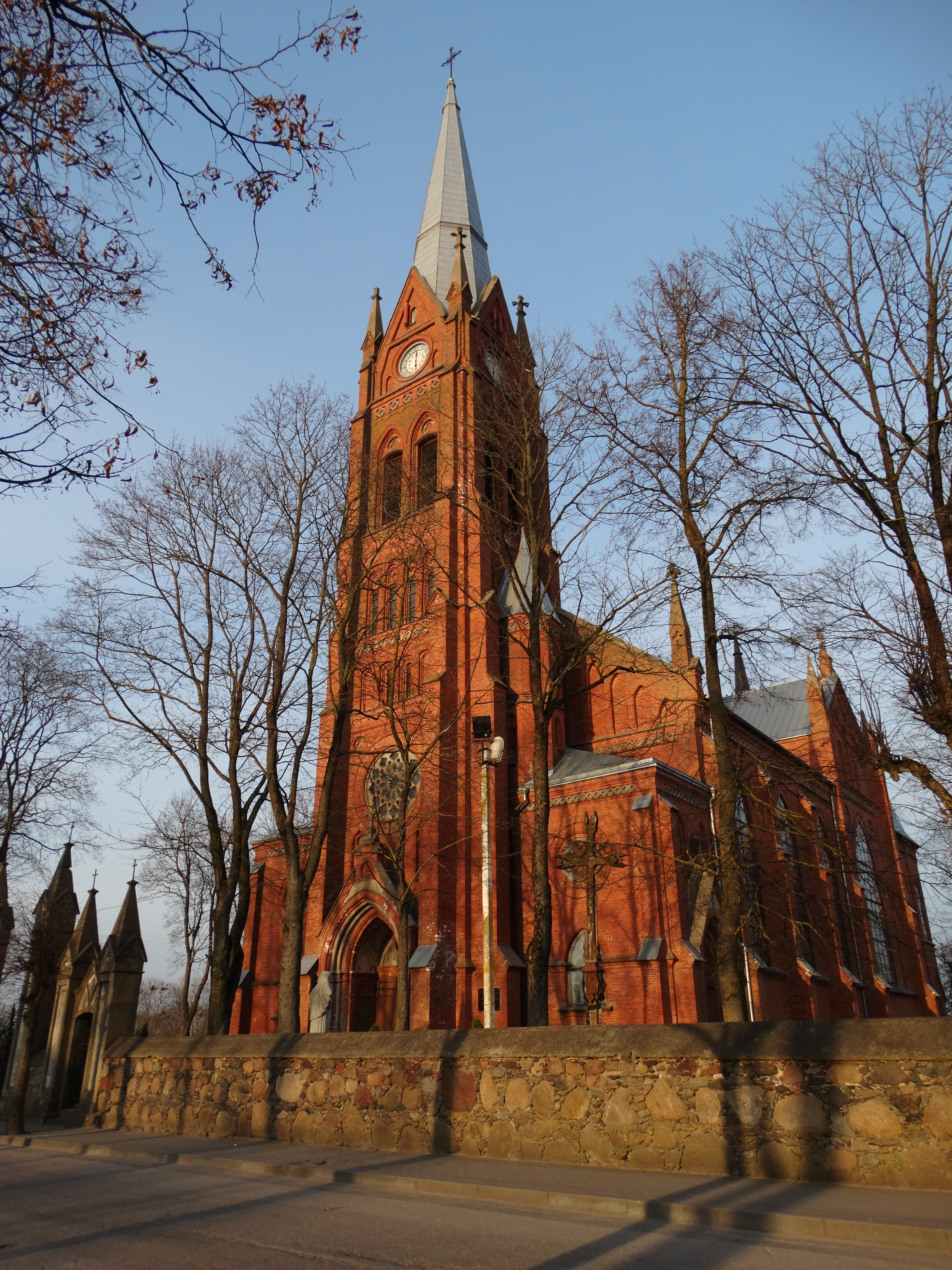
Katholische Kirche

## In Ramygala geboren
- Isaac Ben Jacob (1801–1863), russischer Publizist und Autor und der erste moderne hebräische Bibliograph
- Ligitas Kernagis (* 1963), litauischer Sänger, Musiker und ehemaliger Politiker